# Houston Christian Huskies

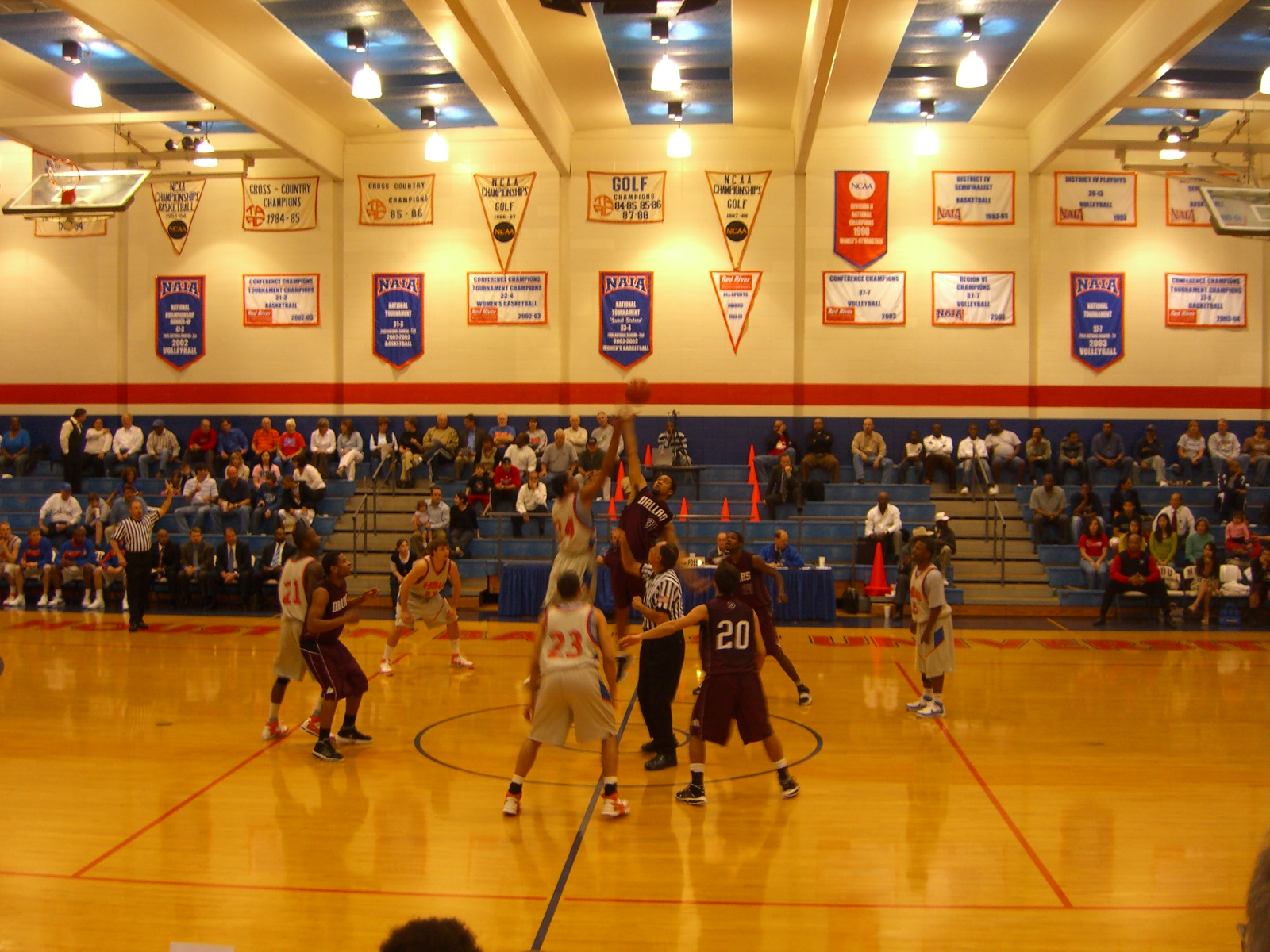
Sharp Gymnasium.

Houston Christian Huskies (español: los Huskies de la Universidad Cristiana de Houston) es el nombre de los equipos deportivos de la Universidad Cristiana de Houston, situada en Houston, Texas. La universidad se conocía como Houston Baptist University (español: Universidad Bautista de Houston) hasta que adoptó el nombre "Houston Christian" el 21 de septiembre de 2022.
Los equipos de los Huskies participan en las competiciones universitarias organizadas por la NCAA, y forman parte de la Southland Conference desde 2013, excepto el equipo de fútbol masculino, que pertenece a la Ohio Valley Conference.

## Programa deportivo
Los Huskies compiten en 7 deportes masculinos y en 8 femeninos:
| - Masculino - Baloncesto - Fútbol americano - Golf - Atletismo - Cross - Béisbol - Fútbol | - Femenino - Cross - Voleibol - Baloncesto - Atletismo - Fútbol - Voley-playa - Golf - Natación |

## Instalaciones deportivas
- Sharp Gymnasium es el pabellón donde disputan sus partidos los equipos de baloncesto y voleibol. Tiene una capacidad para 1.000 espectadores, y fue inaugurado en 1963.[2]
- Husky Stadium, es el estadio donde disputa sus encuentros el equipo de fútbol americano. Fue inaugurado en 2014 y tiene una capacidad para 5.000 espectadores.[2]